# Shuff Fen
Shuff Fen var en civil parish från 1858 till 1906 då den blev en del av Brothertoft, i grevskapet Lincolnshire, i England. Civil parish var belägen 3 km från Boston och hade 7 invånare år 1901.